# Giro de Münsterland
O Giro de Münsterland (Sparkassen Münsterland Giro  em alemão) é uma corrida de ciclismo alemã disputada no Münster, na Renânia do Norte-Vestfália. Criado em 2006, faz parte do UCI Europe Tour desde a sua criação, em categoria 1.2 depois 1.1 a partir de 2007. Sucede à corrida Groningue-Münster, disputada de 2000 a 2004. Em 2020, passaria a integrar o UCI ProSeries, o segundo nível do ciclismo internacional, mas i evento acabou cancelado devido à pandemia COVID-19.

## Palmarés
| Ano  | Vencedor            | Segundo             | Terceiro          |
| ---- | ------------------- | ------------------- | ----------------- |
| 2006 | Paul Martens        | Sjef De Wilde       | Marcel Sieberg    |
| 2007 | Jos van Emden       | Gerald Ciolek       | Stefan van Dijk   |
| 2008 | André Greipel       | Erik Zabel          | Robert Förster    |
| 2009 | Aleksejs Saramotins | Wouter Mol          | Thierry Hupond    |
| 2010 | Joost van Leijen    | Dirk Müller         | Robert Wagner     |
| 2011 | Marcel Kittel       | John Degenkolb      | Kris Boeckmans    |
| 2012 | Marcel Kittel       | Michael Van Staeyen | Dylan Groenewegen |
| 2013 | Jos van Emden       | Tom Veelers         | Iljo Keisse       |
| 2014 | André Greipel       | John Degenkolb      | Tom Van Asbroeck  |
| 2015 | Tom Boonen          | Roy Jans            | Nikias Arndt      |
| 2016 | John Degenkolb      | Roy Jans            | Pascal Ackermann  |
| 2017 | Sam Bennett         | Phil Bauhaus        | André Greipel     |
| 2018 | Max Walscheid       | John Degenkolb      | Nils Politt       |
| 2019 | Álvaro Hodeg        | Pascal Ackermann    | Tim Merlier       |
| 2021 | Mark Cavendish      | Alexis Renard       | Morten Hulgaard   |
| 2022 | Olav Kooij          | Jasper Philipsen    | Max Walscheid     |
| 2023 | Per Strand Hagenes  | Kaden Groves        | Mads Pedersen     |
| 2024 | Jasper Philipsen    | Jordi Meeus         | Milan Fretin      |